# Гра в лікаря
«Гра в лікаря» — фраза, яка в розмовній мові використовується в західному світі для позначення дітей, які оглядають геніталії одне одного. Він походить від того, що діти використовують удавані ролі лікаря та пацієнта як привід для такого обстеження. Однак, незалежно від того, чи бере участь така рольова гра, ця фраза використовується для позначення будь-якого подібного обстеження.
Гру в лікаря відрізняють від сексуального насильства дитини над дитиною, оскільки останнє є відкритою та навмисною дією, спрямованою на сексуальну стимуляцію, включаючи оргазм, порівняно з анатомічною цікавістю. Більшість дитячих психологів вважають гру в лікаря нормальним етапом розвитку дитини у віці приблизно від трьох до шести років, за умови, що всі сторони охоче беруть участь і є відносно близькими за віком. Однак батькам може бути незручно дізнатися, що їхні діти займаються такою діяльністю. Фахівці з виховання дітей часто радять батькам розглядати таке відкриття як можливість спокійно навчити своїх дітей різниці між статями, приватності та поваги до приватного життя інших дітей.
Дослідження американського сексолога Альфреда Кінсі, опубліковане в книзі «Сексуальна поведінка чоловіка» (1948), показало, що 38,6 % усіх 10-річних дітей практикують гетеросексуальні та гомосексуальні ігри в лікаря.